# Mohammed II al-Mahdi
Mohammed II al-Mahdi (980-1010) was kalief van Córdoba in een periode die de Fitna de al-Ándalus (1009-1031) wordt genoemd.

## Context
Mohammed II al-Mahdi was de neef van Hisham II en de achterkleinzoon Abd al-Rahman III. Zijn vader was een marionet in handen van vizier Almanzor en zijn zonen. Vizier Abd al-Rahman Sanchueleo had de ambitie om zelf kalief te worden. Na een opstand in 1009 werd Sanchueleo gevangengenomen en vermoord. Het vertrouwen in Hisham II was verdwenen en zijn zoon Mohammed II al-Mahdi werd uitgeroepen tot nieuwe kalief. Zijn oom Sulayman ibn al-Hakam legde zich bij de situatie niet neer en zette Hisham II terug op de troon. Enkele dagen later riep Sulayman zichzelf uit tot kalief. Met steun van generaal al-Walid en graaf Raymond Borrell kon Mohammed II zijn troon terugwinnen. Eenmaal aan de macht liet zijn entourage hem vallen en werd hij vermoord. Hisham II werd terug weer op de troon gezet, hij stierf in 1013 en werd opgevolgd door Sulayman ibn al-Hakam.